# 宮田線
宮田線（みやだせん）は、福岡県鞍手郡小竹町の勝野駅から福岡県鞍手郡宮田町（現・宮若市）の筑前宮田駅までを結んでいた、九州旅客鉄道（JR九州）の鉄道路線（地方交通線）である。全線が福岡近郊区間に含まれていた。
1980年（昭和55年）の国鉄再建法施行により第3次特定地方交通線に指定され、1989年（平成元年）12月23日に全線が廃止された。なお、九州では最後まで残った特定地方交通線であった。

## 路線データ
- 路線距離（営業キロ）：勝野 - 筑前宮田間 5.3 km
- 軌間：1067 mm
- 駅数：3駅（全線廃止時点。起終点駅含む）
- 複線区間：なし（全線単線）
- 電化区間：なし（全線非電化）

## 歴史
宮田線は、筑豊炭田有数の炭鉱であった貝島炭鉱からの石炭積み出しのため、1902年（明治35年）に九州鉄道の手により貨物線として開通した。1907年（明治40年）には、鉄道国有法により九州鉄道が買収・国有化され、当初は筑豊本線の貨物支線とされたが、1912年（明治45年）に勝野 - 桐野（後の筑前宮田）間で旅客営業を開始するのと同時に、1904年（明治37年）並びに1910年（明治43年）に開業した支線とともに桐野線（きりのせん）として独立した。
1937年（昭和12年）には、終点の桐野駅が筑前宮田駅と改められ、線名も宮田線と改称された。以降も、貝島炭鉱とともに繁栄を極め、最盛期には各駅から総延長20 kmにも及ぶ専用鉄道が伸びていた。しかし、国の石炭政策の変化とともに衰退し、1976年（昭和51年）8月に最後の炭鉱が閉山したことにより、1世紀に及ぶ筑豊炭田の歴史は終焉を迎えた。それとともに宮田線も貨物輸送を失い、また宮田町の衰退とともに旅客輸送も減少していった。

### 年表
- 1902年（明治35年）2月19日：九州鉄道が勝野 - 宮田間 (3M29C) の貨物線を開業[2]。宮田駅（貨物駅）を新設。
- 1904年（明治37年）
  - この年度中：宮田駅を桐野駅に改称。
  - 11月25日：勝野 - 菅牟田間 (2.7M) の支線開業（実態は菅牟田分岐点（後の磯光駅） - 菅牟田（旧）間(1.1M)の開業）[1]。菅牟田駅（初代・貨物駅）を開業。
- 1907年（明治40年）7月1日：買収・国有化[3]。
- 1909年（明治42年）10月12日：国有鉄道線路名称制定により勝野 - 菅牟田間、菅牟田分岐点 - 桐野間が筑豊本線（貨物支線）となる[3]。
- 1910年（明治43年）10月15日：第二菅牟田分岐点 - 第二菅牟田間 (0.4M) の支線を開業。鶴田信号所を新設（菅牟田分岐点を改称?）[1]。第二菅牟田駅（貨物駅）を新設。
- 1911年（明治44年）
  - 2月1日：鶴田信号所を菅牟田分岐点に改称。
  - 5月13日：勝野 - 菅牟田（旧）間 (2.7M) の貨物支線を廃止（実態は第二菅牟田分岐点 - 菅牟田（旧）間 (0.1M) の廃止）。菅牟田駅（初代）を廃止、第二菅牟田駅を菅牟田駅（2代）に改称。
- 1912年（明治45年）7月21日：勝野 - 桐野間 (3.2M) の旅客営業を蒸気動車により開始[4]。勝野 - 桐野間、磯光 - 菅牟田間を桐野線と改称。磯光駅を菅牟田分岐点の位置に新設。桐野駅を貨物駅から一般駅に改める。
- 1915年（大正4年）12月1日：新菅牟田駅（貨物駅）を新設。
- 1937年（昭和12年）8月20日：宮田線と線名を改称。桐野駅を筑前宮田駅に改称[1]。
- 1977年（昭和52年）7月20日：磯光 - 菅牟田間 (2.2 km) の貨物支線を廃止。新菅牟田駅、菅牟田駅を廃止。
- 1982年（昭和57年）11月15日：勝野 - 筑前宮田間 (5.3 km) の貨物営業を廃止[5]。
- 1987年（昭和62年）
  - 2月3日：第3次特定地方交通線として廃止承認。
  - 4月1日：国鉄分割民営化に伴い、JR九州が承継[6]。
- 1989年（平成元年）12月23日：全線 (5.3 km) を廃止し、バス路線へ転換[1]。

## 駅一覧
接続路線の事業者名・所在地は宮田線廃止時。全線福岡県内に所在。累計営業キロは勝野からのもの。貝島炭礦専用線は炭礦閉山に伴い1976年廃止。
|        | 駅名       | 駅間キロ | 駅間キロ | 累計営業キロ | 接続路線               | 所在地                    |
| ------ | ---------- | -------- | -------- | ------------ | ---------------------- | ------------------------- |
| 本線   | 勝野駅     | -        |          | 0.0          | 九州旅客鉄道：筑豊本線 | 鞍手郡小竹町              |
| 本線   | 磯光駅     | 2.6      | ↴        | 2.6          |                        | 鞍手郡宮田町 （現宮若市） |
| 本線   | 筑前宮田駅 | 2.7      | \|\|     | 5.3          | 貝島炭礦専用線         | 鞍手郡宮田町 （現宮若市） |
| 貨物線 | 新菅牟田駅 |          | 0.9      | 3.5          |                        | 鞍手郡宮田町 （現宮若市） |
| 貨物線 | 菅牟田駅   |          | 1.3      | 4.8          | 貝島炭礦専用線         | 鞍手郡宮田町 （現宮若市） |

## 輸送実績
| 年度 | 乗車人員（人） | 発送貨物 石炭（トン） |
| ---- | -------------- | --------------------- |
| 1952 | 920,734        | 839,834               |
| 1955 | 757,497        | 1,050,298             |
| 1960 | 776千          | 1,203,277             |
| 1963 | 805千          | 1,311,826             |

- 福岡県統計年鑑各年度版

## 代替交通
代替バスは西日本鉄道が80番直方駅 - 勝野駅 - 磯光 - 筑前宮田のほぼ廃線跡に並行するルートを設定、九州旅客鉄道（JR九州バス）が直方駅 - 宮田町（現・宮田） - 筑前宮田の経路で運行を開始した。西鉄は1997年4月1日に廃止、JR九州バスも廃止され、同時に勝野駅から磯光・宮田への直通バスは無くなった。また、JRバスの筑前宮田（筑前宮田駅跡）への乗り入れも廃止された。
以後は、途中の経路は全く異なるが、西鉄バス筑豊の10番が直方駅 - 磯光 - 筑前宮田 - 宮若市役所間を運行、勝野駅の南西約1kmにある尾勝バス停、旧磯光駅付近にある磯光バス停、旧筑前宮田駅前にある筑前宮田バス停を経由していたが2020年9月30日を以て廃止となった。
また、JR九州バス直方線が従来から宮田 - 直方を通る形で運行されているが、宮田線との関連はない。

## 廃止後の状況
勝野駅は筑豊本線が電化された際に直方側に少し移動し、宮田線専用だったホームは取り崩されている。
勝野駅から分岐する地点までは用地が残っており、駐車場になっている部分があるものの、ほとんど荒れ地の状態である。しかし、河川にかかる橋梁（ガーター橋）はレール以外は残っている。
交差する道路をはさんで、レールはやはり撤去されているものの、路盤はずっと残っている。
霧ヶ浦踏切跡となる県道461号線との交差点から、再度県道461号線と交差し、三たび県道461号線と交差する地点までは道路化され、その一部は県道98号線となっている。この道路化により、磯光駅はその痕跡もなくなり、その位置を示すものもない。
その交差点から筑前宮田駅までの路盤のほとんどや鉄橋はそのまま残っている。筑前宮田駅跡は広大な空き地の片隅に長大なホームが残っており、付近にあるロータリーと「桐野駅通り」の看板も、この地に駅があったことを物語っている。
磯光駅から分岐した菅牟田駅までの貨物専用線も全線道路化され、菅牟田駅もその痕跡は残っていない。

## エピソードなど
- 2005年（平成17年）6月28日に発売されたリリー・フランキーの長編小説が原作となったテレビドラマ「東京タワー 〜オカンとボクと、時々、オトン〜」の中に登場した「筑前宮原駅」は、この路線の終点であった筑前宮田駅がモデルである。